# Le Lion, la Sorcière blanche et l'Armoire magique (téléfilm, 1979)
Le Lion, la Sorcière blanche et l'Armoire magique (titre original : The Lion, the Witch and the Wardrobe) est un téléfilm d'animation britannico-américain de Bill Melendez diffusé en 1979 d'après le roman du même nom de C. S. Lewis paru en 1950.

## Synopsis
Tandis la guerre fait rage, quatre enfants, Peter, Susan, Edmund et Lucy sont contraints d'emménager dans le manoir du Professeur Kirke. Ils trouvent une armoire et y découvrent, au fond de celle-ci, l'antre de Narnia. Ce monde est ravagé par un hiver éternel et dominé par la Sorcière blanche. Venant en aide au lion Aslan, les quatre enfants vont livrer une grande bataille pour sauver Narnia...

## Fiche technique
- Titre original : The Lion, The Witch and the Wardrobe
- Réalisation : Bill Melendez
- Scénario : David D. Connell et Bill Melendez
  - Histoire : Ralph Wright, d'après le roman de C. S. Lewis
- Musique : Michael J. Lewis
- Montage : Michael Crane, Mike Manning et José Pallegá
- Décors : Alan Shean
- Production : Steven Cuitlahuac Melendez
- Genre : animation, aventures, fantastique
- Pays de production :  Royaume-Uni,  États-Unis
- Durée : 95 minutes (1 h 35)
- Dates de première diffusion :
  - Royaume-Uni : 1er avril 1979
  - États-Unis : 1er avril 1979
  - France : 31 mars 1979

## Distribution des voix

### Voix originales
- Rachel Warren : Lucy
- Susan Sokol : Susan (Suzanne)
- Reg Williams : Peter
- Simon Adams : Edmund
- Victor Spinetti : Mr. Tumnus
- Dick Vosburgh : le professeur Kirke
- Don Parker : Mr. Beaver
- Liz Proud : Mrs. Beaver
- Stephen Thorne : Aslan
- Beth Porter : Jadis, la Sorcière blanche

### Voix françaises
- Francette Vernillat : Peter
- Nathalie Schmidt : Suzanne
- Jackie Berger : Edmund
- Céline Monsarrat : Lucy
- Claude Chantal : Jadis, la Sorcière blanche / voix additionnelles
- Francis Lax : Aslan / Mr. Tumnus / les souris rongeant les cordes d'Aslan
- Claude Dasset : le professeur Kirke / le loup Fenris Ulf / le renard / des faunes / un centaure / le narrateur
- Gérard Hernandez : Mr. Beaver / le léopard / le taureau / le sbire d'Aslan
- Danielle Volle : Mme Beaver
- Serge Lhorca : le nain / l'écureuil / des faunes / le centaure barbu

## Distinctions
- Primetime Emmy Awards 1979 :
  - Lauréat du meilleur programme d'animation pour les producteurs David D. Connell et Steven Cuitlahuac Melendez
  - Nomination comme meilleure réussite individuelle pour un programme d'animation pour les scénaristes Bill Melendez et David D. Connell